# 道富环球
道富环球，官方正式中文名称为道富环球投资管理（英語：State Street Global Advisors, SSGA），是道富公司的一个分支机构，是世界第三大资产管理公司，截至2020年12月31日，运作大约$3.5兆美元的资金。该公司向客户提供投资策略服务。该公司在28个国家有大约2,500名员工。